# Clot del Rei
El Clot del Rei és una vall molt marcada -clot- del terme municipal d'Abella de la Conca, a la comarca del Pallars Jussà.
Està situat al nord-est de la Torre d'Eroles i de la partida de Matacoix, al nord de la del Camí de Jomella. Queda just al costat septentrional del Camí de Casa Girvàs, al nord-est del Coll de Guinera: és el clot que s'inicia precisament en el costat de ponent d'aquest coll.

## Etimologia
Es tracta d'un topònim romànic modern, de caràcter descriptiu: un clot en terres d'algú de cognom o malnom Rei.